# Roddy Ricch
Roddy Ricch, pseudoniem van Rodrick Wayne Moore Jr., (Compton, 22 oktober 1998) is een Amerikaans rapper en zanger. Hij brak door met zijn single "Die Young". In Nederland is hij bekend geworden door de single "The Box" van zijn debuutalbum Please Excuse Me For Being Antisocial.

## Levensloop
Rodrick Wayne Moore Jr. werd geboren op 22 oktober, 1998 in Compton. Moore begon op zijn achtste met rappen en begon op zijn zestiende met het maken van beats. Moore woonde voor het grootste gedeelte van zijn jeugd in Compton maar verhuisde ook voor korte tijd naar Atlanta. Ricch was tijdens zijn tienerjaren lid van een gang gerelateerd aan de Crips namelijk de SouthSide Compton Crips.

## Carrière
Moore bracht in november, 2017 zijn eerste mixtape uit genaamd Feed Tha Streets. Met de mixtape vergaarde Moore veel bekendheid op het internet. Bekende rappers zoals Meek Mill, Nipsey Hussle en DJ Mustard prezen het talent van Moore en nodigden hem uit voor studio sessies. In maart, 2018 bracht Moore een EP genaamd Be 4 Tha Fame uit waarmee hij nog meer bekendheid vergaarde. Korte tijd later kreeg Moore de kans om samen met Nipsey Hussle op te treden tijdens een concert. In juli, 2018 bracht Moore de single Die Young uit die hij schreef na het overlijden van XXXTentacion en een dierbare vriend. De single die Moore uitbracht als eerbetoon voor zijn dierbare vriend behaalde 80 miljoen views op YouTube. Dit betekende tevens de definitieve doorbraak van Moore in de rapscene.  Na zijn doorbraak verscheen Moore op het nieuwe album van Meek Mill genaamd Championships waar hij een feature heeft op de single Splash Warning. Op 2 november, 2018 bracht Moore zijn tweede mixtape genaamd Feed Tha Streets II uit met de singles Die Young en Every Season. Feed Tha Streets II bereikte plek 67 in de Billboard 200 en plek 36 in de Top R&B/Hip-Hop Albums hitlijst  In juni, 2019 bereikte het nummer Ballin, in samenwerking met DJ Mustard, plek 12 in de Amerikaanse hitlijsten. Dit werd tevens DJ Mustard's hoogst genoteerde single ooit.  In december, 2019 bracht Moore zijn debuutalbum Please Excuse Me For Being Antisocial uit waar de single The Box op stond, met dit nummer brak hij definitief door in Nederland en de rest van Europa.
In november 2020 werd bekend dat hij zes nominaties kreeg voor de Grammy Awards 2021, die in januari 2021 worden uitgereikt (zie overzicht hieronder). 

## Discografie

#### Albums
| Album met eventuele hitnotering(en) in de Nederlandse Album Top 100 | Datum van verschijnen | Datum van binnenkomst | Hoogste positie | Aantal weken | Opmerkingen |
| ------------------------------------------------------------------- | --------------------- | --------------------- | --------------- | ------------ | ----------- |
| Please Excuse Me For Being Antisocial                               | 6-12-2019             | 14-12-2019            | 3               | 14           |             |

#### Mixtapes
| Titel               | Details                                                                          |
| ------------------- | -------------------------------------------------------------------------------- |
| Feed Tha Streets    | - Verschijningsdatum: 22 november 2017 - Label: eigen beheer - Formats: download |
| Feed Tha Streets II | - Verschijningsdatum: 2 november 2018 - Label: eigen beheer - Formats: download  |

## Prijzen en nominaties

#### Grammy Awards
| Jaar | Gebeurtenis                                                    | Award                        | Resultaat   |
| ---- | -------------------------------------------------------------- | ---------------------------- | ----------- |
| 2020 | Ballin (Mustard ft. Roddy Ricch)                               | Best Melodic Rap Performance | Genomineerd |
| 2020 | Racks in the Middle (Nipsey Hussle ft. Roddy Ricch en Hit-Boy) | Best Rap Performance         | Gewonnen    |
| 2020 | Racks in the Middle (Nipsey Hussle ft. Roddy Ricch en Hit-Boy) | Best Rap Song                | Genomineerd |
| 2021 | Rockstar (met DaBaby)                                          | Record of the Year           | Genomineerd |
| 2021 | The Box                                                        | Song of the Year             | Genomineerd |
| 2021 | Rockstar (met DaBaby)                                          | Best Melodic Rap Performance | Genomineerd |
| 2021 | The Box                                                        | Best Melodic Rap Performance | Genomineerd |
| 2021 | The Box                                                        | Best Rap Song                | Genomineerd |
| 2021 | Rockstar                                                       | Best Rap Song                | Genomineerd |

De Grammy Awards 2021 worden op 31 januari 2021 uitgereikt.
- Gemeinsame Normdatei: 120297631X
- International Standard Name Identifier: 0000 0004 7618 9399
- Library of Congress Control Number: no2019122617
- MusicBrainz: 5721c227-4caf-48b1-bbfc-1a4ed3276963
- Virtual International Authority File: 5133156762949741300000